# Hervás
Pour les articles homonymes, voir Hervás (homonymie).
Hervás est une commune de la province de Cáceres dans la communauté autonome d'Estrémadure en Espagne.

## Géographie
Hervás est située à 120 kilomètres de Cáceres et à 90 kilomètres de Salamanque. Elle est la capitale de la région de la vallée de la rivière Ambroz. Elle a un doux climat continental.

## Histoire
L’Ordre du Temple construisit l’ermitage Santihervás au XIIe siècle, sous le patronage des martyrs chrétiens Gervais et Protais. Au côté de cet ermitage, la ville commença à grandir pendant les XIIIe et XIVe siècles.
À sa fondation, elle appartint à l’autorité de Béjar dans le royaume de Castille, elle entra à la juridiction de Cáceres le 30 novembre 1833.

### LaJudería
Beaucoup de juifs commencèrent à s’installer à Hervás à partir du XVe siècle et ils maintinrent leur présence et leurs rituels plusieurs années après 1492. Le quartier juif (Judería) a été bien conservé et il représente l’un des hauts lieux touristiques de la ville.

## Économie
L’industrie textile fut très importante du XVIIe au XIXe siècle. Puis l’industrie du bois de châtaignier, l’artisanat et le tourisme sont devenus les piliers de son économie.

## Culture et patrimoine
- L’infirmerie des religieux franciscains (la Enfermería de los Religiosos Franciscanos), du XVIIIe siècle, actuelle mairie.
- Le convent des Trinitaires (el Convento de los Religiosos Trinitarios), actuel siège de la Junta de Extremadura.
- Le palais des Dávila, du XVIIIe siècle, transformé en musée, héberge les œuvres du sculpteur Enrique Pérez Comendador (es) (1900 † 1981) et de sa femme Madeleine Leroux (Magdalena Leroux)  (1902 † 1984)[1].
- L’église paroissiale Sainte-Marie (la Iglesia Parroquial de Santa María).
- Le musée de la moto et de la voiture[2].